# Ameerega macero
Ameerega macero é uma espécie de anfíbio da família Dendrobatidae. Pode ser encontrada no Peru e no Brasil.